# Salcedo, Mexiko
Salcedo är en ort i Mexiko.   Den ligger i kommunen Ciudad Valles och delstaten San Luis Potosí, i den centrala delen av landet, 270 km norr om huvudstaden Mexico City. Salcedo ligger 41 meter över havet och antalet invånare är 110.
Terrängen runt Salcedo är huvudsakligen platt, men norrut är den kuperad. Runt Salcedo är det ganska glesbefolkat, med 42 invånare per kvadratkilometer. Närmaste större samhälle är Ejido San José Xilatzén, 19,9 km söder om Salcedo. Omgivningarna runt Salcedo är en mosaik av jordbruksmark och naturlig växtlighet.